# 天主教雅典總教區
天主教雅典總教區（拉丁語：Archidioecesis Atheniensis）是羅馬天主教在希臘的一個總教區、該國四個天主教總教區之一。直屬教廷。
基督信仰由聖保祿傳到雅典。1054年東西教會大分裂前屬格林多總教區。13世紀建立拉丁禮總教區，但15世紀末降為領銜教座。1875年7月23日恢復總教區地位。
總教區範圍包括阿提卡、伯羅奔尼撒、中希臘、西希臘四個大區。2007年，有101,600名教友，估轄區總人口1.6%，有14個堂區、41名司鐸、2名終身執事、38名修士、50名修女。
現任總主教為尼古拉斯·福什科洛什。